# Vysoký Inovec
Vysoký Inovec je geomorfologický podcelek geomorfologického celku Považský Inovec, leží v jeho severovýchodní části. Na severu ho ohraničuje podsestava Trenčianská kotlina, na severovýchodě Trenčianská vrchovina, na východě Nitranská pahorkatina, na jihu Nízký Inovec a na východě Inovecké předhůří. Nejvyšším vrcholem je Inovec (1041,6 m n. m.).